# Jan Maciej Grabia
Jan Maciej Grabia herbu Grabie – podwojewodzi przemyski w latach 1683–1686, podsędek przemyski w latach 1652–1653.
Był marszałkiem sejmików województwa ruskiego w 1652, 1653  roku.